# 小行星3323
小行星3323（英語：3323 Turgenev）是一颗围绕太阳公转的小行星。1979年9月22日，尼古拉·切爾尼赫在克里米亚发现了此天体。
这颗小行星的绝对星等为23.41049等。